# منظمة الثورة الإسلامية في شبه الجزيرة العربية
منظمة الثورة الإسلامية في شبه الجزيرة العربية هي حركة سياسية شيعية سعودية معارضة أسسها حسن الصفار في بداية الثمانينات ويعتبر توفيق السيف الأمين العام لها، وكانت الحركة تتخذ من دمشق مقر رئيسي لها ولها عدة مكاتب في لندن وواشنطن 

## رفض العمل المسلح
بعد حادثة مكة 1987 طلب منها القيام بعمليات داخل السعودية، بعد رفضهم تشكل حزب الله الحجاز و كان نشاطه في الفترة المتمدة من 1987 وحتى 1996 ، و عمل بشكل مستقل عن الحركة

## إيقاف نشاط الحركة
في 1990 ومع أحداث حرب الخليج الثانية اتخذت الحركة موقف معارض لما وصفته بالعدوان العراقي ودعت الحركة الآلاف من شباب المسلمين الشيعة المواطنيين للانضمام لمراكز التطوع العسكري في السعودية للدفاع عن البلاد، وبعد نهاية الحرب غيرت الحركة إسمها إلى اللجنة الدولية لحقوق الإنسان في الجزيرة العربية والخليج وتخلت عن الجانب الثوري وركزت على الجانب الإصلاحي وحقوق الإنسان

## المصالحة مع الحكومة
في سبتمبر من عام 1993 عقدت حركة اللجنة الدولية لحقوق الإنسان في الجزيرة العربية والخليج مفاوضات مع الملك فهد في مدينة جدة إنتهت بتخليهم عن المعارضة وحصولهم على وعود من الحكومة